# イントゥ・ジ・アンノウン
「イントゥ・ジ・アンノウン」（Into the Unknown）は、クリステン・アンダーソン＝ロペスとロバート・ロペスが2019年に公開されたディズニーのアニメーション映画『アナと雪の女王2』のために作詞作曲した楽曲である。劇中ではエルサ役のイディナ・メンゼルが歌唱し、オーロラが「不思議な声」として参加している。2019年10月1日に楽曲が解禁された。
「イントゥ・ジ・アンノウン」は、ビルボード誌のKid Digital Songs SalesとBillboard JAPANのHot Overseasで第1位を獲得。第92回アカデミー賞では、歌曲賞にノミネートした。

## 制作
クリステン・アンダーソン＝ロペスとロバート・ロペスは、2013年に公開されたアニメーション映画『アナと雪の女王』劇中歌の作詞作曲を手がけた。ある日、電話で『アナと雪の女王2』の制作を行なうことを伝えられた2人は、同作の監督であるジェニファー・リーやクリス・バックとともに2年に及ぶ話し合いを経てストーリーを作り上げた。当初2人は「アイ・シーク・ザ・トゥルース」（I Seek the Truth）という曲を書いていたが、当時のストーリー上ではエルサが探している“不思議な歌声”はまだ見つかっていなかったとのことで、その後ストーリーがエルサの「不思議な歌声」探しを軸に展開し始めたことを機に「イントゥ・ジ・アンノウン」が書き上げられた。
「イントゥ・ジ・アンノウン」は、エルサだけが聞こえる「不思議な歌声」をきっかけとし、エルサが生まれながらに持つ「触れたものを凍らせる力」と再び向き合う姿や、迷いを感じながらも「未知なる世界へ」と踏み出そうとする想いを綴った楽曲となっていて、ロバートはその“不思議な歌声”は、エルサ以外誰も聞くことができないんだ。彼女は怖がっているけど、また同時に惹かれてもいて、冒険したいという自身の願望に次第に正直になっていく姿を表現しているんだと説明している。曲のキーはB♭マイナーで、テンポは145BPM。

## 歌唱キャスト
「イントゥ・ジ・アンノウン」には、世界各国で公開されているバージョンでエルサの声を担当したキャストが歌う音源が存在していて、2019年12月13日にはディズニーのVEVOチャンネルで計29か国語を繋ぎ合わせたスペシャルバージョンが公開された。
2020年2月9日にドルビー・シアターで開催された第92回アカデミー賞の授賞式では、メンゼル（英語）とオーロラのほか、ウィレミン・ヴァカーク（ドイツ）、マリア・ルチア・ローゼンバーグ（デンマーク）、リサ・ストッケ（ノルウェー）、松たか子（日本）、カルメン・サライ（ラテンアメリカ）、カシア・ラスカ（ポーランド）、アンナ・ブトゥリナ（ロシア）、ギセラ（スペイン）、ウィカヤニー・ピレクリン（タイ）の9か国のエルサ役の声優が共演した。
| 言語                          | 歌唱キャスト                               | タイトル                             |
| ----------------------------- | ------------------------------------------ | ------------------------------------ |
| 英語                          | イディナ・メンゼル                         | Into the Unknown                     |
| スペイン語 （ヨーロッパ）     | ギセラ                                     | Mucho más allá                       |
| 標準中国語 （中国）           | 胡维纳                                     | 未知的真相                           |
| スウェーデン語                | アンニカ・ヘルリッツ                       | In i en ny värld                     |
| ハンガリー語                  | フレディ・ニコレット                       | Messze hívó szó                      |
| デンマーク語                  | マリア・ルチア・ローゼンバーグ             | Ud i ukendt land                     |
| サーミ語                      | マリアンヌ・ペンサ                         | Amas mu vuordá                       |
| ドイツ語                      | ウィレミン・ヴァカーク                     | Wo noch niemand war                  |
| アイスランド語                | オーグスタ・エヴァ・アーレンドスドーティル | Inn á nýja braut                     |
| ブルガリア語                  | ナデズダ・パナヨトヴァ                     | Към незнаен свят                     |
| 標準中国語 （台湾）           | 蔡永淳                                     | 向未知探索                           |
| エストニア語                  | ハンナリーナ・ヴォサ                       | Tundmatuse teel                      |
| ノルウェー語                  | リサ・ストッケ                             | I ukjent land                        |
| セルビア語                    | エレナ・ガブリロヴィッチ                   | Мени незнано                         |
| フランス語                    | シャルロット・エルビュ                     | Dans un autre monde                  |
| ロシア語                      | アンナ・ブトゥリナ                         | Вновь за горизонт                    |
| イタリア語                    | セレーナ・アウティエリ                     | Nell'ignoto                          |
| ギリシア語                    | シア・コスキナ                             | Στο Άγνωστο να ‘ρθω                  |
| ポーランド語                  | カシア・ラスカ                             | Chcę uwierzyć snom                   |
| 韓国語                        | パク・ヘナ                                 | 숨겨진 세상                          |
| フラマン語                    | エルケ・ブイレ                             | Als ik je nu volg                    |
| ベトナム語                    | ティエウ・チャウ・ニュー・クイン           | Nơi hư vô lạc lối                    |
| タイ語                        | ウィカヤニー・ピレクリン                   | ดินแดนที่ไม่รู้                            |
| スペイン語 （ラテンアメリカ） | カルメン・サライ                           | Mucho más allá                       |
| カザフ語                      | ギュルシム・ミルザベコワ                   | Белгісіздікке                        |
| ヒンディー語                  | スニヂ・チアウハン                         | अनजान जहाँ                              |
| 日本語                        | 松たか子                                   | イントゥ・ジ・アンノウン〜心のままに |
| フィンランド語                | カティア・シルキア                         | Tuntemattomaan                       |
| ポルトガル語 （ヨーロッパ）   | タリン・スピルマン                         | Minha intuição                       |

## 評価

### 批評家による評価
ロサンゼルス・タイムズ紙のクリスティ・カラスは、本作を「『アナと雪の女王2』の「レット・イット・ゴー」」と表現した。ニューヨーク・タイムズの特派員であるルース・グラハムは、スレート誌に寄稿した記事で本作が「心の葛藤を経たカタルシスの解放のような多幸感をもたらすために作られた」曲であると主張した。デイリー・テレグラフのアリス・ヴィンセントは、「レット・イット・ゴー」と同等のキャッチーさがあるとする一方で、「映画の若いファンがヒット曲として受け入れるかどうかはそのうちわかるだろう」と述べた。

### ノミネート歴
| 賞                               | 部門                                           | 結果       | 注     |
| -------------------------------- | ---------------------------------------------- | ---------- | ------ |
| アカデミー賞                     | 歌曲賞                                         | ノミネート | [ 41 ] |
| クリティクス・チョイス・アワード | 歌曲賞                                         | ノミネート | [ 42 ] |
| ジョージア映画批評家協会賞       | 歌曲賞                                         | ノミネート | [ 43 ] |
| ゴールデングローブ賞             | 主題歌賞                                       | ノミネート | [ 44 ] |
| グラミー賞                       | 最優秀ビジュアルメディア向けソングライティング | ノミネート | [ 45 ] |
| ハリウッド批評家協会賞           | 歌曲賞                                         | ノミネート | [ 46 ] |
| ヒューストン映画批評家協会賞     | 歌曲賞                                         | ノミネート | [ 47 ] |
| ハリウッドメディア音楽賞         | 歌曲賞                                         | ノミネート | [ 48 ] |
| サテライト賞                     | 歌曲賞                                         | ノミネート | [ 49 ] |

## チャート成績

### イディナ・メンゼル feat.オーロラ版
| チャート (2019年 - 2020年)                | 最高位 |
| ----------------------------------------- | ------ |
| オーストラリア (Australia Digital Tracks) | 32     |
| ベルギー (Ultratip Flanders)              | 15     |
| カナダ (Canadian Hot 100)                 | 39     |
| アイルランド (IRMA)                       | 31     |
| 日本 (Japan Hot 100)                      | 40     |
| Japan Hot Animation (Billboard JAPAN)     | 8      |
| Japan Hot Overseas (Billboard JAPAN)      | 1      |
| マレーシア (RIM)                          | 7      |
| New Zealand Hot Singles (RMNZ)            | 4      |
| スコットランド (Official Charts Company)  | 12     |
| シンガポール (RIAS)                       | 5      |
| 韓国 (Gaon Digital Chart)                 | 5      |
| UK シングルス (OCC)                       | 19     |
| US Billboard Hot 100                      | 46     |
| US Kid Digital Songs Sales (Billboard)    | 1      |
| US Rolling Stone Top 100                  | 22     |

### 松たか子 feat.オーロラ版
| チャート (2019年)                     | 最高位 |
| ------------------------------------- | ------ |
| 日本 (Japan Hot 100)                  | 14     |
| Japan Hot Animation (Billboard JAPAN) | 3      |

## 認定（イディナ・メンゼル feat.オーロラ版）
| 国/地域                          | 認定        | 認定/売上数 |
| -------------------------------- | ----------- | ----------- |
| カナダ (Music Canada)            | Platinum    | 80,000      |
| イギリス (BPI)                   | Platinum    | 600,000     |
| アメリカ合衆国 (RIAA)            | 3× Platinum | 3,000,000   |
| 認定のみに基づく売上数と再生回数 |             |             |

## エンドソング・バージョン

### パニック!アット・ザ・ディスコによるカバー
パニック!アット・ザ・ディスコによる「イントゥ・ジ・アンノウン」は、2019年11月4日にシングルとして発売された。パニック!アット・ザ・ディスコによるカバー・バージョンは、英語版のエンドロールで使用された。
11月22日にミュージック・ビデオが公開された。ミュージック・ビデオでは、楽屋にいるブレンドン・ユーリーが舞台に上がってパフォーマンスを行なうまでの様子が描かれ、『アナと雪の女王2』のエルサが砂浜を駆けて荒波に立ち向かうシーンも使用されている。

#### 評価（パニック!アット・ザ・ディスコ版）
ウェブメディアFRONTROWは、パニック!アット・ザ・ディスコによる「イントゥ・ジ・アンノウン」をポップロック調にアレンジされた迫力満点のエンドロール・バージョンとし、唯一無二の圧倒的な歌声を持つブレンドンが、かなり難易度の高いメロディをドラマチックに歌い上げ、伸びやかで力強い高温でさらなるワクワク感を掻き立てると評した。
音楽ライターの本家一成は、Billboard JAPANに寄稿したサウンドトラックのレビューでサビのハイトーンについてイディナ・メンゼルに勝るとも劣らないクオリティの高さで、映画を「ハッピーな気分」で締め括ることができそうと評した。

### 各国のエンドソング・バージョン
| 言語                        | アーティスト                  | タイトル                             |
| --------------------------- | ----------------------------- | ------------------------------------ |
| 英語                        | パニック!アット・ザ・ディスコ | Into the Unknown                     |
| ドイツ語                    | マーク・フォースター          | Wo noch niemand war                  |
| ヒンディー語                | ナクル・アビヤンカール        | अनजान जहाँ                              |
| イタリア語                  | ジュリアーノ・サンジョルジ    | Nell'ignoto                          |
| 日本語                      | 中元みずき                    | イントゥ・ジ・アンノウン〜心のままに |
| カザフ語                    | ギュルシム・ミルザベコワ      | Белгісіздікке                        |
| 韓国語                      | テヨン                        | 숨겨진 세상                          |
| 標準中国語 （中国）         | Super Vocal                   | 未知的真相                           |
| ポルトガル語 （ヨーロッパ） | フェルナンド・ダニエル        | Minha intuição                       |
| ロシア語                    | アンナ・ブトゥリナ            | Вновь за горизонт                    |
| スペイン語                  | ダビッド・ビスバル            | Mucho más allá                       |
| タミル語                    | ナクル・アビヤンカール        | இழுக்கும் மாயோள்                            |
| テルグ語                    | ナクル・アビヤンカール        | నీ మాయవల్లో                              |

### チャート成績（エンドソング）

#### パニック!アット・ザ・ディスコ版
| チャート (2019年 - 2020年)                | 最高位 |
| ----------------------------------------- | ------ |
| オーストラリア (Australia Digital Tracks) | 36     |
| Canadian Digital Songs Sales (Billboard)  | 33     |
| アイルランド (IRMA)                       | 88     |
| 日本 (Japan Hot 100)                      | 47     |
| Japan Hot Animation (Billboard JAPAN)     | 17     |
| Japan Hot Overseas (Billboard JAPAN)      | 2      |
| New Zealand Hot Singles (RMNZ)            | 8      |
| スコットランド (Official Charts Company)  | 32     |
| シンガポール (RIAS)                       | 25     |
| 韓国 (Gaon Digital Chart)                 | 118    |
| UK シングルス (OCC)                       | 74     |
| US Billboard Hot 100                      | 98     |

#### 中元みずき版
| チャート (2020年)                     | 最高位 |
| ------------------------------------- | ------ |
| 日本 (Japan Hot 100)                  | 36     |
| Japan Hot Animation (Billboard JAPAN) | 6      |

#### テヨン版
| チャート (2019年)         | 最高位 |
| ------------------------- | ------ |
| 韓国 (Gaon Digital Chart) | 106    |

### 認定（パニック!アット・ザ・ディスコ版）
| 国/地域                          | 認定     | 認定/売上数 |
| -------------------------------- | -------- | ----------- |
| イギリス (BPI)                   | Silver   | 200,000     |
| アメリカ合衆国 (RIAA)            | Platinum | 1,000,000   |
| 認定のみに基づく売上数と再生回数 |          |             |